# ریکاردو رامازوتی
ریکاردو رامازوتی (انگلیسی: Riccardo Ramazzotti؛ زادهٔ ۷ اوت ۱۹۷۹) بازیکن فوتبال اهل ایتالیا است.
از باشگاه‌هایی که در آن بازی کرده‌است می‌توان به باشگاه فوتبال اینتر میلان، باشگاه فوتبال اسپتزیا، و باشگاه فوتبال پیستویزه اشاره کرد.